# Nongwang
Nongwang (kinesiska: 弄汪乡, 弄汪) är en socken i Kina. Den ligger i den autonoma regionen Guangxi, i den södra delen av landet, omkring 350 kilometer nordväst om regionhuvudstaden Nanning.
Genomsnittlig årsnederbörd är 1 381 millimeter. Den regnigaste månaden är juni, med i genomsnitt 295 mm nederbörd, och den torraste är februari, med 13 mm nederbörd.